# Kärdla (krater)
Kärdla – krater uderzeniowy położony na wyspie Hiuma w Estonii, pod pokrywą osadową pod miastem Kärdla.
Krater ma 4 km średnicy, powstał około 455 milionów lat temu, w ordowiku, w ordowickich i kambryjskich skałach osadowych pokrywających paleoproterozoiczne skały metamorficzne, na dnie płytkiego morza epikontynentalnego. Utworzyło go upadające małe ciało Układu Słonecznego o średnicy ok. 200 m, które przebiło warstwę wody i skały osadowe, by wywołać eksplozję w podłożu krystalicznym. Skały wyrzucone z tego krateru są łatwo rozpoznawalne w promieniu 30 km. Krater został rozpoznany w latach 1967-1981 i zbadany różnorodnymi metodami geofizycznymi, w tym dzięki odwiertom i magnetometrii.